# Gerardo di Lorena
Gerardo di Lorena anche indicato come Gerardo d'Alsazia (dalla sua terra d'origine), Gerardo di Chatenoy (da un vecchio castello a Chatenoy) o Gerardo delle Fiandre (dalla patria d'origine della moglie). (... – Remiremont, 11 agosto 1070) fu Conte di Metz e Chatenoy dal 1047 e Duca di Lorena, dal 1048, alla sua morte.

## Origine
Secondo le Notitiæ Fundationis Monasterii Bosonis-Villæ, Gerardo era figlio maschio secondogenito del Conte di Metz, Gerardo IV di Bouzonville e di Gisella, di cui non si conoscono gli ascendenti (forse era figlia di Teodorico I dell'Alta Lorena).
Gerardo IV di Bouzonville, ancora secondo le Notitiæ Fundationis Monasterii Bosonis-Villæ, era figlio del conte di Metz, Adalberto e della moglie Giuditta.

## Biografia
Sempre secondo le Notitiæ Fundationis Monasterii Bosonis-Villæ, suo fratello primogenito era Adalberto, che nel 1047, ricevette dal re di Germania e futuro Imperatore del Sacro Romano Impero, Enrico III, il Ducato dell'Alta Lorena (Lotaringia).
Adalberto, l'anno successivo, combattendo contro il precedente duca di alta Lorena, Goffredo il Barbuto, fu sconfitto e ucciso in battaglia a Thuin, l'11 novembre 1048, ed Enrico III immediatamente nominò duca dell'Alta Lorena (Lotaringia), il giovane fratello di Adalberto, Gerardo che era già conte di Chatenoy e di Metz, come ci confermano anche le Laurentii Gesta Episcoporum Virdunensium.
Anche le Notitiæ Fundationis Monasterii Bosonis-Villæ citano Gerardo col titolo di duca, mentre il fratello minore, Olderico viene citato col titolo di conte, che dovette affrontare Goffredo il Barbuto, che continuò a battersi, nel tentativo di impossessarsi della regione della Mosella; Gerardo oppose una strenua resistenza e Goffredo venne forzato ad arrendersi; per la seconda volta, Goffredo era prigioniero, scomunicato ed aveva perso tutti i suoi domini; in seguito, dopo il suo pentimento, secondo lo storico medievalista, Alan V. Murray, nel suo The crusader Kingdom of Jérusalem, A Dynastic History 1099-1125 (non consultato), Goffredo riottenne dal vescovo la contea di Verdun; ed in quello stesso periodo, verso il 1050, Goffredo riottenne da Enrico III un suo feudo nella diocesi di Colonia, con l'incarico di tenere a freno Baldovino V delle Fiandre, comportandosi da vassallo irreprensibile.
Gerardo, oltre all'aiuto di Enrico III ebbe il sostegno dei capi delle diocesi del suo ducato, tra i quali il vescovo di Toul, Bruno d'Eguisheim-Dagsbourg, che, nel 1049 fu eletto papa col nome di Leone IX.
La sua alleanza con la Chiesa fu leale, con la fondazione di abbazie come Moyenmoutier, Saint-Mihiel e Remiremont. Il più importante dei rappresentanti ecclesiastici lorenesi dell'epoca, Umberto di Silva Candida, scomunicò il Patriarca di Costantinopoli, Michele I Cerulario, nel 1054, contribuendo al Grande Scisma.
Il 18 giugno 1053 Gerardo e il principe Rodolfo di Benevento inviarono le truppe papali e di Svevia nella battaglia di Civitate, una sconfitta disastrosa per il papato. I loro nemici, i Normanni, al comando di Umfredo d'Altavilla e Riccardo I di Aversa, sconfissero gli alleati della Santa Sede e catturarono Gerardo, tenendolo prigioniero a Benevento. Più tardi egli riuscì a ritornare in Lorena.
Il 15 ottobre 1062, Gerardo comparve come testimone in un giudizio del vescovo Udone, che era succeduto a Bruno d'Eguisheim-Dagsbourg, nella diocesi di Toul, come ci riporta la Histoire de l'église de Saint-Diez.
I'11 aprile 1067, Gerardo, assieme alla moglie, Edvige fece una donazione all'Abbazia di Echternach, come ci viene confermato dal documento nº 366 del Mittelrheinisches Urkundenbuch I.
Tra i suoi tanti progetti di costruzione, vi fu il castello di Prény, nel centro del ducato, che fu la parte iniziale della capitale, Nancy.
Gerardo morì a Remiremont, nel 1070, mentre tentava di sopprimere una rivolta. e lo storico, Georges Poull, nel suo libro La Maison souveraine et ducale de Bar (1994) (non consultato) riporta che secondo il cronista del XIV secolo, Jean de Bayon, fu avvelenato; secondo L'OBITUAIRE DE L'ABBAYE DE SAINT-MANSUY-LÈS-TOUL, Gerardo morì l'11 agosto; a Gerardo succedette il figlio primogenito, Teodorico, ancora in giovane età, come ci confermano le Notitiæ Fundationis Monasterii Bosonis-Villæ.

## Matrimonio e discendenza
Gerardo sposò Edvige di Namur o delle Fiandre ( † 28 gennaio 1080), come conferma la Genealogica ex Stirpe Sancti Arnulfi descendentium Mettensis, che, ancora secondo la Genealogica ex Stirpe Sancti Arnulfi descendentium Mettensis era figlia del Conte Alberto I di Namur, e di Ermengarda, figlia del carolingio, Carlo I di Lorena, Duca della Bassa Lorena (Lotaringia). Edvige viene ricordata dal Liber memorialis von Remiremont. 1, per una donazione fatta assieme ai figli, Teodorico e Gerardo e dal Cartulaires de l'abbaye de Molesme, Tome II (non consultato), come fondatrice dell'abbazia di Chatenoy.
Gerardo da Edvige ebbe quattro figli:
- Teodorico, Duca di Lorena[13];
- Gerardo (1057 - 1108), conte di Vaudémont[17];
- Beatrice ( † 1116/1117), andata sposa a Stefano I, conte di Borgogna, di Mâcon e di Vienne, come risulta dal documento nà 3791 del Recueil des chartes de l'abbaye de Cluny. Tome 5[18].
- Gisella ( † dopo il 1114), badessa di Remiremont.

### Fonti primarie
- (LA)  Monumenta Germaniae Historica, Scriptores, tomus X.
- (LA)  Monumenta Germaniae Historica, Scriptores, tomus XV.2.
- (LA)  Monumenta Germaniae Historica, Scriptores, tomus XXIII.
- (LA)  Monumenta Germaniae Historica, Libri memoriales.
- (LA)  Mittelrheinisches Urkundenbuch I'.
- (LA)  L'obituaire de l'abbaye de Saint-Mansuy-lès-Toul.
- (LA)  Recueil des chartes de l'abbaye de Cluny. Tome 5.
- (LA)  Histoire de l'église de Saint-Diez.

### Letteratura storiografica
- Caroline M. Ryley, L'imperatore Enrico III, in «Storia del mondo medievale», vol. IV, 1999, pp. 193–236